# Провінція Канади
60° пн. ш. 100° зх. д. / 60° пн. ш. 100° зх. д.
Провінція Канади, або Об'єднана Провінція Канади, або Об'єднані Канади (англ. Province of Canada, United Canadas) (фр. Province du Canada, Canada-Uni) — колонія Британії — Британська Північна Америка в роках з 1841 до 1867. Територія Провінції Канади включала сучасні південні частини Квебеку та Онтаріо і Лабрадор.

## Історія
Британський уряд вирішив об'єднати ці дві провінції — Верхня Канада і Нижня Канада — в єдину колонію в 1841 р. за рекомендацією Джона Ламбтона, 1-го графа Дарема (англ. John Lambton, 1st Earl of Durham) після «Повстання Патріотів в 1837—1838» або «Повстання в Канаді в 1837 році». Територія попередньо охоплювала Верхню Канаду, яка називалася ще «Канада-Захід», Нижню Канаду, яку називавали «Канада-Схід».
1 липня 1867 з Провінції Канади і трьох інших колоній і територій Британської Північної Америки був створений Союз для утворення нової федеральної держави — домініону Британської імперії — Домініону Канада. Процес об'єднання називають конфедерацією Канади. Провінція Канади повторно поділялася на провінції Квебек і Онтаріо.

## Столиці

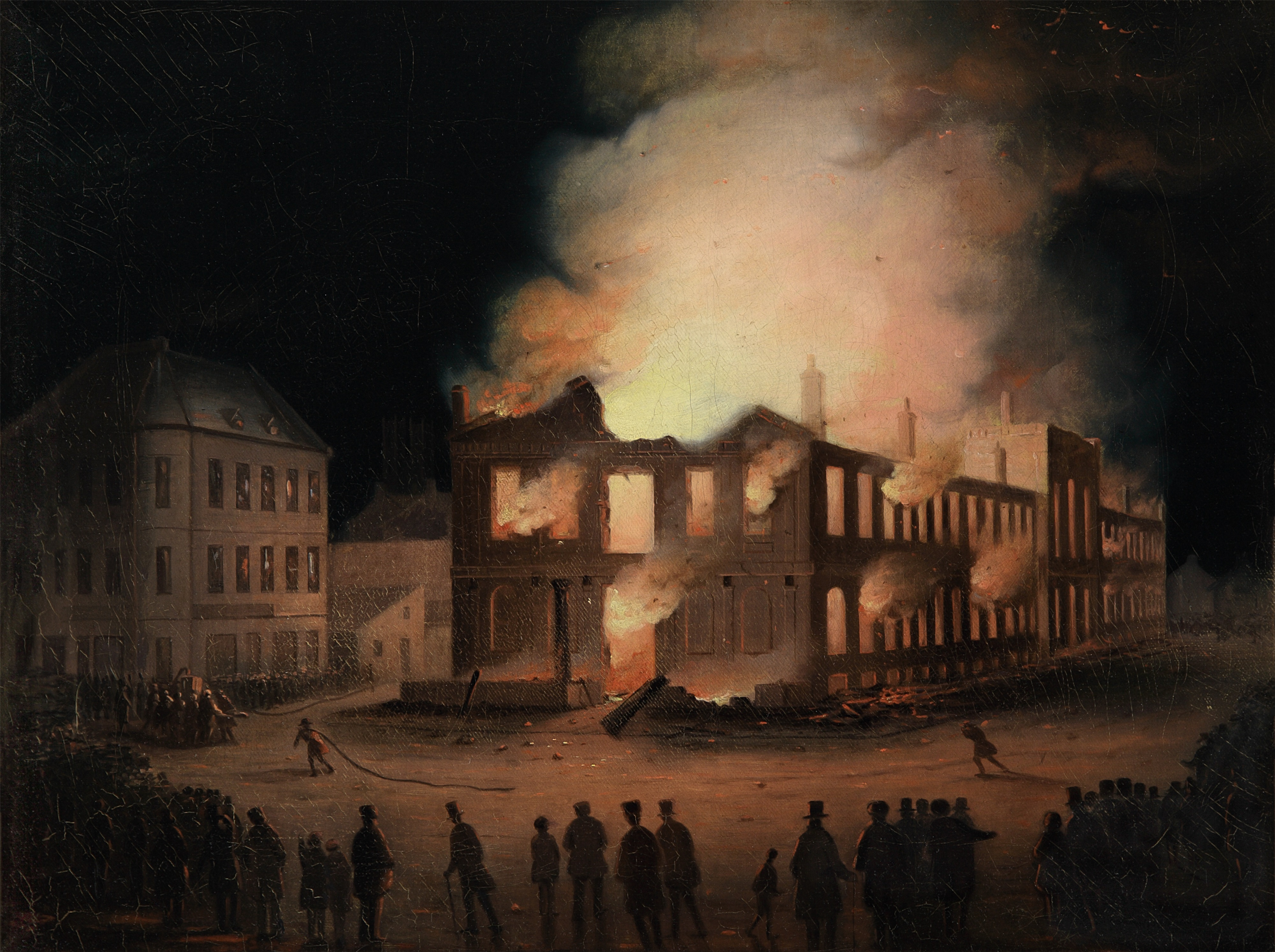
Підпал будинку Парламенту в Монреалі у 1849 р.

Місце столиці провінції Канади переїжджало шість разів за 26 років історії провінції. Перший раз столицею було місто Кінґстон. Столиця переїхала із Монреаля до Торонто після того, як бунтівники підпалили будинок Парламенту.
У 1857 р. Вікторія, королева Великої Британії, вибрала Оттаву постійною столицею Провінції Канади, перший будинок Парламенту на Парламент-Гіл будова якого завершилась у 1865 р., приймав восьму і останню сесію парламенту Провінції Канади.

### Хронологія
- Кінгстон 1841—1843
- Монреаль 1843—1849
- Торонто 1849—1852
- Квебек 1852—1856
- Торонто 1856—1858
- Квебек 1859—1866
- Оттава 1866—1867

## Відповідальне управління
«Акт про Союз 1840 р.» (англ. Act of Union 1840) не забезпечував відповідальне управління. Перші губернатори провінції суттєво впливали на політичні справи провінції, губернатор призначав виконавчу раду та інші посади без рекомендації Законодавчої асамблеї і навіть маніпулювали результатами виборів, залякуючи при голосуванні. Таємне голосування ще не було введено, що підривало демократичні основи колонії.
Але в 1848 р. генерал-губернатор Джеймс Брюс, 8-й лорд Елґін, призначив уряд, який відповідав партії більшості в законодавчій асамблеї, коаліції Болдвіна і Лафонтена, яка виграла вибори у січні. Лорд Елґін підтримував принципи відповідального врядування.